# Saint-Loup, Loir-et-Cher

Saint-Loup este o comună în departamentul Loir-et-Cher, Franța. În 1 ianuarie 2022 avea o populație de 365 de locuitori.